# Limacia cockerelli
Limacia cockerelli (MacFarland, 1905) è un mollusco nudibranchio della famiglia Polyceridae.